# Danger dans le ciel
Pour la série documentaire, voir Air Crash.
Danger dans le ciel est le troisième album de la série de bande dessinée Les Aventures de Tanguy et Laverdure de Jean-Michel Charlier (scénario) et Albert Uderzo (dessin). Il fut prépublié dans le journal Pilote entre le numéro 75 du 30 mars 1961 et le numéro 118 du 25 janvier 1962) avant d’être publié en album en 1963.

## Résumé
Michel Tanguy et Ernest Laverdure sont nouvellement affectés à la base aérienne de Creil, où ils vont être formés au vol supersonique sur des Super Mystère B2. Après des débuts mouvementés, les deux élèves vont brillamment obtenir leur statut d'équipiers confirmés et participer aux missions officielles de l'armée de l'air. C'est au cours d'une de ces missions qu'ils déjoueront une vaste opération d'espionnage destinée à obtenir des photos aériennes d'un nouvel avion de chasse développé en secret.

## Personnages principaux
- Michel Tanguy : officier de l'armée de l'air, pilote de chasse
- Ernest Laverdure : officier de l'armée de l'air, pilote de chasse, ami de et coéquipier de Tanguy
- Capitaine Jaubert, officier instructeur
- Lieutenant Oth, pilote de l'avion espion, chargé de photographier le nouvel avion français

## Véhicules remarqués

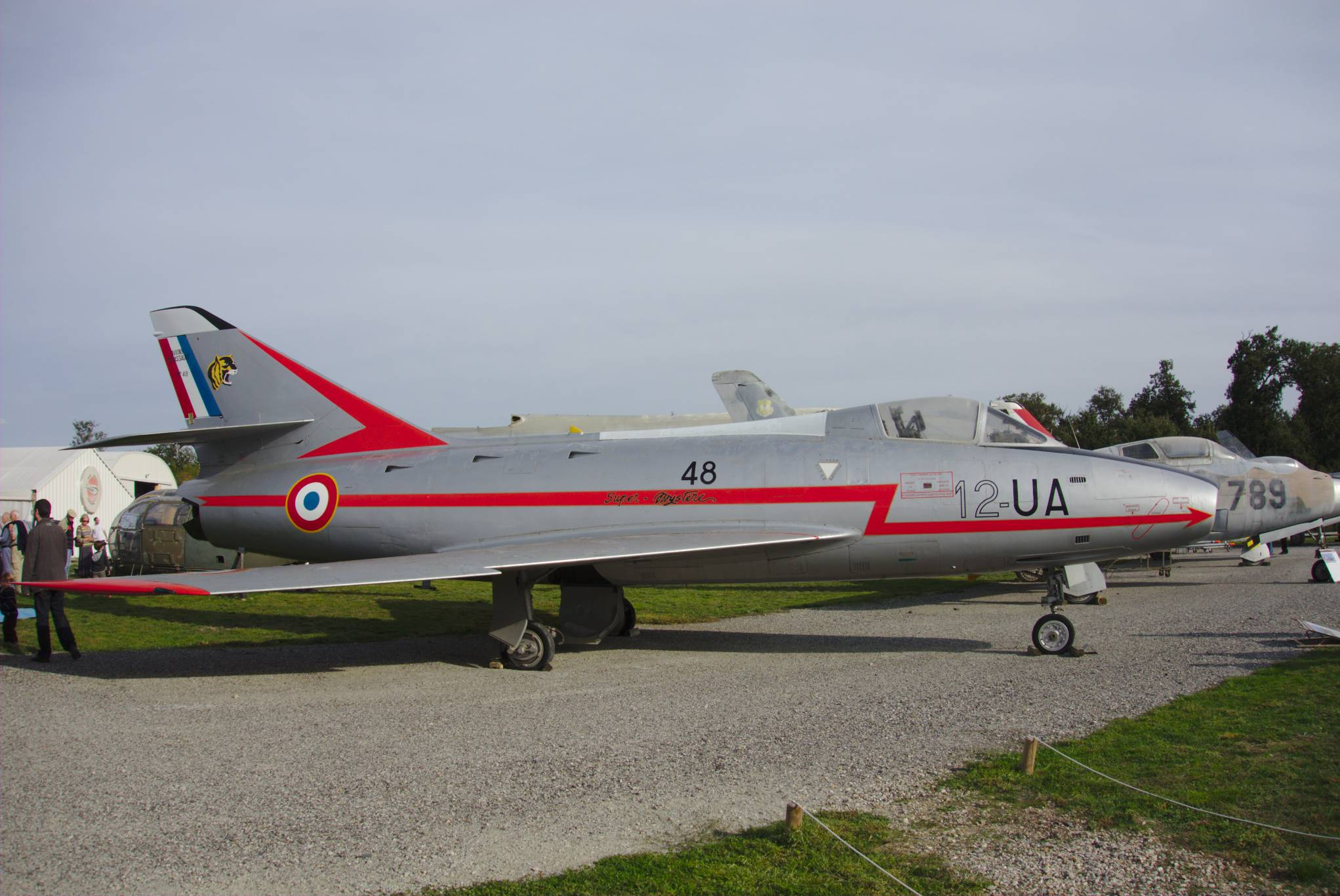
Le chasseur supersonique Super Mystère B2, dans sa première livrée, semblable à celle de l'album.

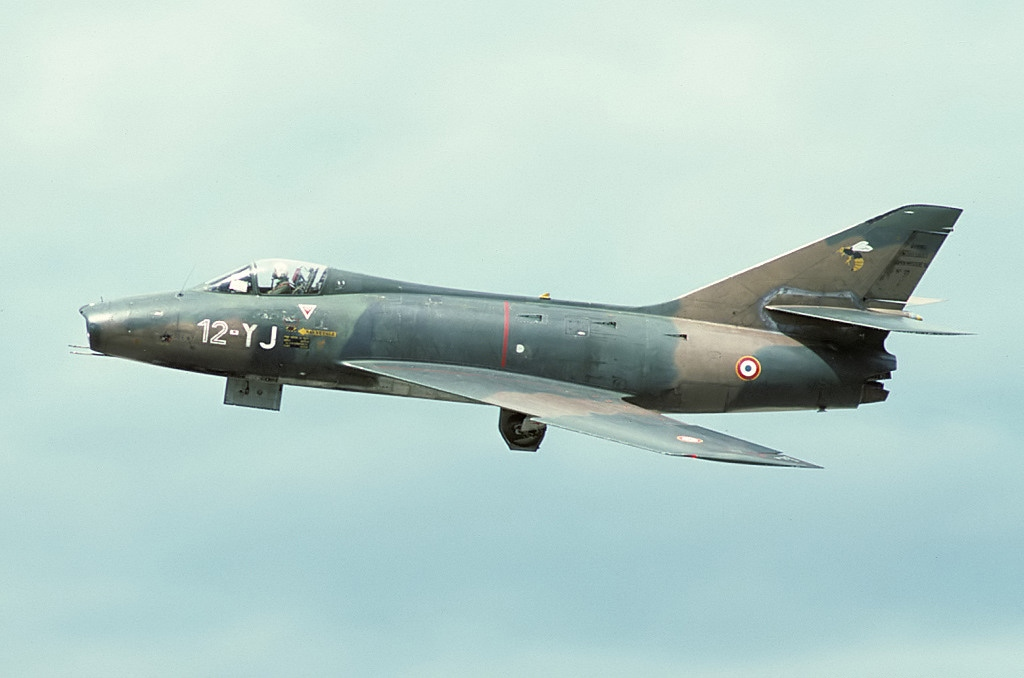
Une version plus récente du chasseur supersonique Super Mystère B2, en vol.

### Avions
- Dassault Super Mystère B2
- Hawker Hunter F.6, avion de chasse de la Force aérienne belge
- Max-Holste MH-1521 Broussard
- Boeing 707, avion utilisé par les espions pour convoyer le jet du lieutenant Oth

### Autres
- Cadillac 452 V-16 1930, voiture de Laverdure
- camion GMC CCKW, véhicule incendie de la base de Creil
- Cadillac Eldorado 1954, voiture des espions
- Peugeot 404, voiture des espions